# Gran Premi d'Aix-en-Provence
El Gran Premi d'Aix-en-Provence (en francès Grand Prix d'Aix-en-Provence) era una cursa ciclista que es disputava als voltants de la ciutat d'Ais de Provença a les Boques del Roine. Creat el 1949 amb el nom de Gran Premi Germain Reynier, no va ser fins a 10 anys més tard que es va començar a disputar d'una manera anual i amb el nom definitiu. L'última edició es va córrer el 1986.

## Palmarès
| Any  | Vencedor            | Segon              | Tercer                 |
| ---- | ------------------- | ------------------ | ---------------------- |
| 1949 | Jesús Moujica       | Attilio Redolfi    | Robert Desbats         |
| 1959 | Jean Anastasi       | Gilbert Bauvin     | Raymond Elena          |
| 1960 | Claude Mattio       | Antoine Abate      | Jean-Claude Lefebvre   |
| 1961 | Jean Zolnowski      | Gilbert Salvador   | Anatole Novak          |
| 1962 | Jean Anastasi       | René Abadie        | Jean Bourlès           |
| 1963 | Jean Dupont         | Alain Vera         | René Binggeli          |
| 1964 | Antonio Blanco      | Frans Melckenbeeck | Jean-Baptiste Claes    |
| 1965 | Jacques Cadiou      | Willy Bocklant     | Pierre Le Mellec       |
| 1966 | André Zimmermann    | Paul Gutty         | Raymond Poulidor       |
| 1967 | Jean Jourden        | Jacques Cadiou     | Bernard Guyot          |
| 1968 | Jean-Marie Leblanc  | Francis Blanc      | Mario Drago            |
| 1969 | José Catieau        | Raymond Poulidor   | Cyrille Guimard        |
| 1970 | Walter Godefroot    | Leo Duyndam        | Christian Raymond      |
| 1971 | Alain Santy         | Gerard Vianen      | Jürgen Tschan          |
| 1972 | Bernard Delchambre  | Jürgen Tschan      | Jean-Claude Genty      |
| 1973 | Leif Mortensen      | Jacques Esclassan  | Bernard Labourdette    |
| 1974 | Guy Sibille         | Cyrille Guimard    | Gerben Karstens        |
| 1975 | Maurice Le Guilloux | José Alvarez       | Mariano Martinez       |
| 1976 | Roy Schuiten        | Régis Delépine     | Alain Santy            |
| 1977 | Walter Riccomi      | Willem Peeters     | Jean-Luc Vandenbroucke |
| 1978 | Roger Rosiers       | Walter Godefroot   | Guido Van Calster      |
| 1979 | André Mollet        | Bernard Becaas     | Christian Seznec       |
| 1980 | Hans-Peter Jakst    | Kim Andersen       | Paul Sherwen           |
| 1981 | Jan Bogaert         | Francis Castaing   | Jean-Luc Vandenbroucke |
| 1982 | Francis Castaing    | Jan Raas           | John Herety            |
| 1983 | Éric Caritoux       | Yves Godimus       | Claude Moreau          |
| 1984 | Seán Kelly          | Laurent Fignon     | Jan Bogaert            |
| 1985 | Steve Bauer         | Joël Pelier        | Marcel Tinazzi         |
| 1986 | Joël Pelier         | Dirk De Wolf       | Philippe Louviot       |